# 關東十八檀林
關東十八檀林（日语： Kantō Jūhachi Danrin）是日本江戶時代初期關東地方净土宗的檀林，是培養淨土宗僧侶的教育機構，由18座寺院組成。
元和元年7月24日增上寺存應的「浄土宗法度」三十五条由幕府發佈，十八檀林的門跡是知恩院、總録所是增上寺。

## 列表

### 武藏國
- 增上寺（東京都港區）
- 傳通院（東京都文京區）
- 靈巖寺（東京都江東區）
- 靈山寺（東京都墨田區）
- 幡隨院（東京都小金井市）
- 蓮馨寺（埼玉縣川越市）
- 勝願寺（埼玉縣鴻巢市）
- 大善寺（東京都八王子市）
- 淨國寺（埼玉縣埼玉市岩槻區）

### 相模國
- 光明寺（神奈川縣鐮倉市）

### 下總國
- 弘經寺（茨城縣結城市）
- 東漸寺（千葉縣松戶市）
- 大巖寺（千葉縣千葉市）
- 弘經寺（茨城縣常總市）

### 上野國
- 大光院（群馬縣太田市）
- 善導寺（群馬縣館林市）

### 常陸國
- 常福寺（茨城縣那珂市）
- 大念寺（茨城縣稻敷市）